# Julie London
Julie London, född Julie Peck, Gayle Peck, Nancy Gayle Peck eller Nancy Peck, född 26 september 1926 i Santa Rosa, Kalifornien, död 18 oktober 2000 i Encino, Los Angeles, Kalifornien, var en amerikansk sångerska och skådespelerska.

## Filmografi

### Filmer
| År   | Titel                      | Roll                     |
| ---- | -------------------------- | ------------------------ |
| 1944 | Nabonga                    | Doreen Stockwell         |
| 1945 | Janie                      | Girlfriend               |
| 1945 | Diamond Horseshoe          | Chorine                  |
| 1945 | On Stage Everybody         | Vivian Carlton           |
| 1946 | Night in Paradise          | Palace Maiden            |
| 1947 | The Red House              | Tibby                    |
| 1948 | Tap Roots                  | Aven Dubney              |
| 1949 | Task Force                 | Barbara McKinney         |
| 1950 | Return of the Frontiersman | Janie Martin             |
| 1951 | The Fat Man                | Pat Boyd                 |
| 1955 | The Fighting Chance        | Janet Wales              |
| 1956 | Crime Against Joe          | Frances 'Slacks' Bennett |
| 1956 | The Girl Can't Help It     | Herself                  |
| 1956 | The Great Man              | Carol Larson             |
| 1957 | Drango                     | Shelby Ransom            |
| 1958 | Saddle the Wind            | Joan Blake               |
| 1958 | A Question of Adultery     | Mary Loring              |
| 1958 | Voice in the Mirror        | Ellen Burton             |
| 1958 | Man of the West            | Billie Ellis             |
| 1959 | The Wonderful Country      | Helen Colton             |
| 1959 | The 3rd Voice              | Corey Scott              |
| 1961 | The George Raft Story      | Sheila Patton            |
| 1968 | The Helicopter Spies       | Laurie Sebastian         |

## Diskografi (urval)
Studioalbum
- 1955 – Julie Is Her Name
- 1956 – Lonely Girl
- 1956 – Calendar Girl
- 1957 – About the Blues
- 1957 – Make Love to Me
- 1957 – Julie
- 1958 – Julie Is Her Name, Volume II
- 1958 – London by Night
- 1959 – Swing Me an Old Song
- 1959 – Your Number Please
- 1960 – Julie...At Home
- 1960 – Around Midnight
- 1961 – Send for Me
- 1961 – Whatever Julie Wants
- 1962 – Sophisticated Lady
- 1962 – Love Letters
- 1963 – Love on the Rocks
- 1963 – Latin in a Satin Mood
- 1963 – The End of the World
- 1963 – The Wonderful World of Julie London
- 1964 – Julie London
- 1965 – Our Fair Lady
- 1965 – Feeling Good
- 1965 – All Through the Night: Julie London Sings the Choicest of Cole Porter
- 1966 – For the Night People
- 1967 – Nice Girls Don't Stay for Breakfast
- 1967 – With Body & Soul
- 1968 – Easy Does It
- 1969 – Yummy, Yummy, Yummy